# HD 170657
HD 170657 — звезда в созвездии Стрельца. 
HD 170657 —  одиночная звезда, которая является предполагаемой переменной звездой, которая меняет свою видимую звёздную величину в диапазоне 6.82m−6.88m, и, согласно шкале Бортля, может быть видна невооруженным глазом, только на деревенском небе.
Из измерений параллакса, полученных во время миссии Hipparcos, известно, что годичный звёздный параллакс равен 75,71 mas , что даёт оценку расстояния 43,1 световых лет (13,2 пк).

## Свойства звезды
HD 170657 —  карлик спектрального типа K2V, что указывает то, что это обычная звезда главной последовательности К-типа, которая генерирует энергию посредством термоядерной реакции в своём ядре. Звезда имеет массу в 0.79 массы Солнца. Звезда излучает энергию со своей внешней атмосферы в три раза больше светимости Солнца при эффективной температуре около 5 156 К, что придаёт ей оранжевый оттенок звезды К-типа. Звезда имеет поверхностную гравитацию 4,61 ± 0,05 СГС , что почти в три раза больше, чем на Солнце.
У звезды не предполагается существование  остаточного диска. Это предположение основывается на отсутствии избыточного инфракрасном излучении, не обнаруженном при исследованиях  орбитального космического телескопа Спитцер. Компоненты пространственной скорости этой звезды (U, V, W)=(–41, –26, +6) км/с.
Источники дают противоречивые данные о металличности звезды. Один источник —  Lawler et al. (2009) даёт оценку отношения концентрации атомов железа по отношения к водороду [Fe/H]=0,27, [7], тогда как Valenti et al. (2005) даёт значение металличности как [Fe/H]= –0,15.

## Ближайшее окружение звезды
Следующие звёздные системы находятся на расстоянии в пределах 20 световых лет от системы HD 170657 (включены только яркие (<6,5m) звёзды). Их спектральные классы приведены на фоне цвета этих классов (эти цвета взяты из названий спектральных типов и не соответствуют наблюдаемым цветам звёзд):
| Звезда        | Спектральный класс | Расстояние, св. лет |
| Тау Змееносца | F3V                | 16.85               |
| 58 Змееносца  | F5V                | 15.92               |
| Кси Змееносца | F2V                | 17.9                |